# ملاکی فگان-والکات
ملاکی فگان-والکات (انگلیسی: Malachi Fagan-Walcott؛ زادهٔ ۱۱ مارس ۲۰۰۲) بازیکن فوتبال است.
از باشگاه‌هایی که در آن بازی کرده‌است می‌توان به باشگاه فوتبال تاتنهام هاتسپر اشاره کرد.
وی همچنین در تیم‌های ملی فوتبال England national under-16 football team و زیر ۱۷ سال انگلستان بازی کرده‌است.